# Yoshihara Shinya
Shinya Yoshihara (sinh ngày 19 tháng 4 năm 1978) là một cầu thủ bóng đá người Nhật Bản.

## Sự nghiệp câu lạc bộ
Shinya Yoshihara đã từng chơi cho Yokohama F. Marinos, Albirex Niigata, Kawasaki Frontale, Tokyo Verdy, Júbilo Iwata và Kashiwa Reysol.